# Little Hare
Little Hare (Wašjįge; Zec), Zec, ili Mali zec, kulturni je heroj i varalica središnjih i južnih plemena Siouan (Ho-Chunk, Iowa, Omaha, Ponca). Imena kao što su Washjinge ili Mischinye doslovno znače "zec" ili "mali zec". U mnogim mitovima Zeca je stvorio Veliki duh posebno da podučava čovječanstvo; u drugima, zec je bio unuk zemlje ili sin zapadnog vjetra. U nekim legendama kod Winnebaga (Hochunk), Zec je identificiran kao sin boga kreatora Zemljara, a u religiji pejotla, bio jue povezan s Isusom.
Ostale bvarijante imena: Washjinge, Wash-ching-geka, Waščįgega, Wacjingega, Wacdjîgéga, Mischinye, Mastshingke, Woniŋhšiñe, Woniŋhšiŋe, Mashchíngeín